# Circuito Centro Dinámico Pegaso
El Circuito Centro Dinámico Pegaso es una pista de carreras de autos en Toluca, México. En 2016, el circuito cumplió con todos los requisitos de FIA y obtuvo la homologación para poder recibir el Campeonato NACAM de Fórmula 4, convirtiéndose así, en una pista internacional avalada por FIA en el Estado de México.

## Trazado
La pista tiene una longitud de 2,076 metros y cuenta con 14, esto en su trazado normal, ya que el circuito tiene diferentes combinacionales con diferentes curvas y rectas.